# Ogooué-Maritime
Ogooué-Maritime je jedna z 9 provincií v Gabonu. Rozkládá se na území o rozloze 22 890 km² a jejím hlavním městem je Port-Gentil. Západní část provincie je omývána Atlantským oceánem a severní část leží v Guinejském zálivu.

Ogooué-Maritime na mapě Gabonu
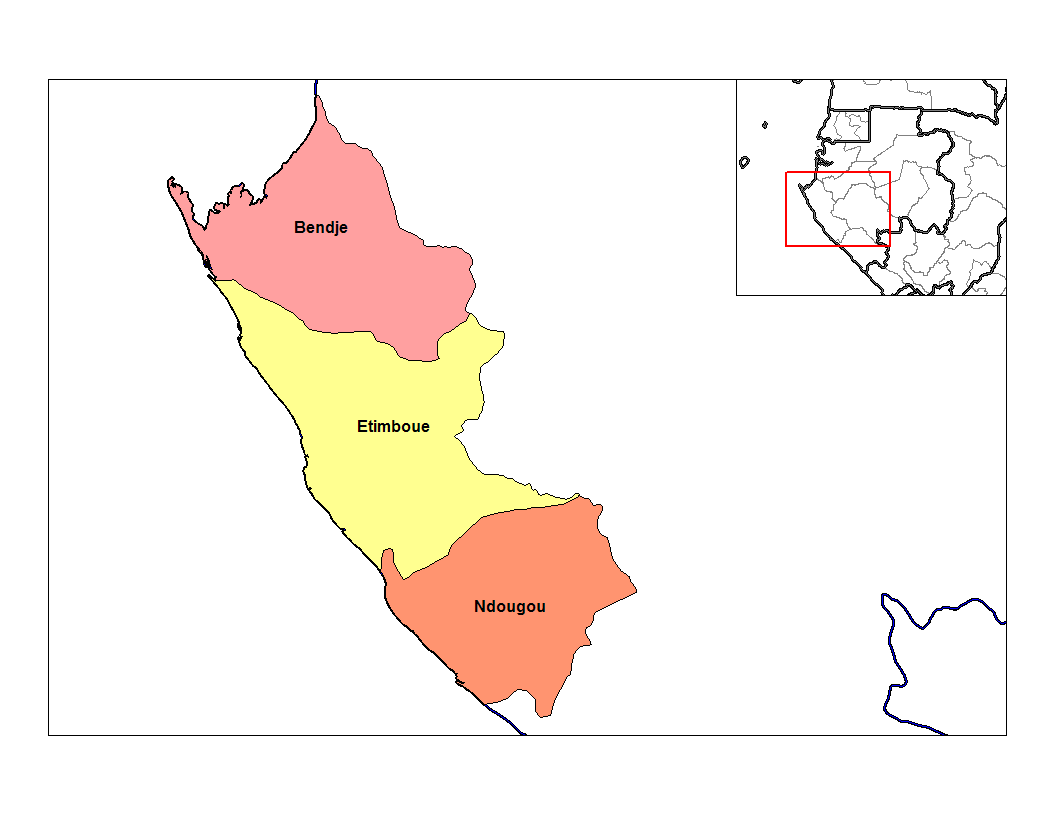
Departmenty provincie Ogooué-Maritime

## Departmenty
Provincie je rozdělena do 3 departmentů:
- Bendje (Port-Gentil)
- Etimboue (Omboue)
- Ndougou (Gamba)